# Activision
Az Activision Publishing, Inc. egy amerikai videojáték-kiadó, amelynek székhelye a kaliforniai Santa Monicában található. Anyavállalata, az Activision Blizzard kiadói részlegeként működik, és több leányvállalati stúdióból áll. Az Activision a világ egyik legnagyobb független videojáték-kiadója, amely 2016-ban az Egyesült Államok vezető kiadója volt.

## Története

### Alapítás (1979)

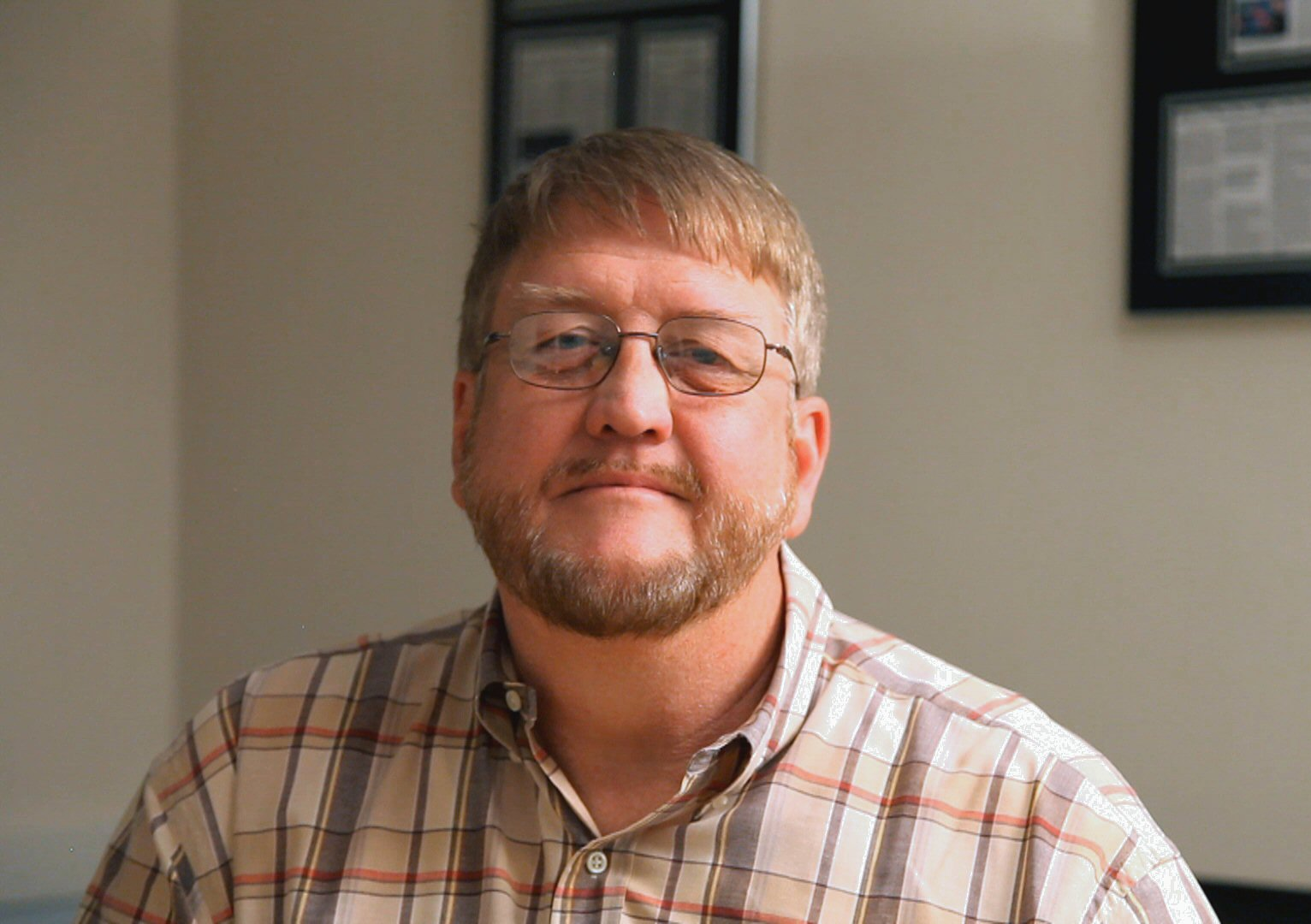
David Crane társalapító 2013-ban.

1976-ban a Warner Communications megvásárolta az Atari, Inc.-t Nolan Bushnelltől, hogy felgyorsítsa az Atari Video Computer System (Atari VCS, később Atari 2600) piacra kerülését 1977-re. Ugyanebben az évben az Atari elkezdett programozókat alkalmazni a rendszerhez készülő játékok fejlesztésére. A Warner felvásárlása előtt a vállalat nem adott bónuszfizetést a nyereséges játékokon dolgozó programozóknak, és nyilvánosan sem tüntette fel a nevüket, hogy megakadályozza más játékcégek általi elcsábításukat. A Warner Communications vezetési stílusa is eltért Bushnellétől. John Dunn fejlesztő szerint a Warner menedzsmentje a fejlesztőket inkább mérnökökként kezelte, semmint kreatív munkatársakként, ami feszültségekhez vezetett a dolgozók körében. Az Atari vezérigazgatója, Ray Kassar – akit a Warner 1978-as felvásárlása után neveztek ki – elkötelezett volt amellett, hogy a gyártási költségeket minimális szinten tartsa a Warner számára. 1979 elején az Atari marketingosztálya egy belső feljegyzést terjesztett, amely az előző év legkelendőbb játékkazettáit sorolta fel, hogy iránymutatást adjon az új játékötletekhez. David Crane észrevette, hogy az általa teljes egészében fejlesztett játékok több mint 20 millió dollár bevételt hoztak a vállalatnak, miközben ő maga mindössze 20 000 dolláros fizetést kapott. A 35 fős fejlesztői csapatból négy programozó – Crane, Larry Kaplan, Alan Miller és Bob Whitehead – olyan játékokat készített, amelyek az Atari eladásainak 60%-át tették ki. Crane, Kaplan, Miller és Whitehead nyíltan hangot adtak elégedetlenségüknek a vállalaton belüli elismerés hiánya miatt, és "Gang of Four" (Négyek bandája) néven váltak ismertté. A csoport 1979 májusában találkozott Ray Kassarral, és azt követelte, hogy a vállalat a fejlesztőket úgy kezelje, mint a lemezkiadók a zenészeket – vagyis részesüljenek jogdíjakból, és a nevüket tüntessék fel a játékok dobozán. Kaplan – aki a többieket "a világ legjobb [2600-as] tervezőinek" nevezte – visszaemlékezése szerint Kassar lekicsinylően "törölközőtervezőknek" titulálta őket, és azt állította, hogy "bárki tud kazettát készíteni". A négy fejlesztő úgy döntött, hogy hamarosan elhagyja az Atarit, és saját vállalkozást indít, de eleinte nem voltak biztosak abban, hogyan valósítsák meg ezt. 1979-ben a független (third-party) fejlesztők fogalma még nem létezett, mivel a videojáték-konzolok szoftvereit kizárólag azok a cégek adták ki, amelyek magukat a rendszereket is gyártották. Ezért általános nézet volt, hogy konzoljátékok készítéséhez először magát a konzolt kell megépíteni. A négy fejlesztő végül úgy döntött, hogy létrehoznak egy független játékfejlesztő vállalatot. Ügyvédjük Jim Levyhez irányította őket, aki ekkor éppen kockázati tőkebefektetéseket keresett az otthoni számítógépes szoftverpiacra való belépéshez. Levy meghallgatta a terveiket, egyetértett az iránnyal, és segített nekik körülbelül 1 millió dollárnyi tőkét szerezni a Sutter Hill Ventures vállalattól.  Emellett jogi tanácsadókkal is konzultáltak arról, hogy fejleszthetnek-e játékokat az Atari VCS-re, és az esetleges pereskedés költségeit is beépítették a befektetési tervükbe. Augusztusra Crane és Miller elhagyták az Atarit, és röviddel utánuk Whitehead is csatlakozott hozzájuk. Kaplan szintén augusztusban mondott fel az Atarinál, de kezdetben nem csatlakozott hozzájuk, mivel nem tetszett neki az induló üzleti terv. Később azonban meggondolta magát, és decemberben csatlakozott az immár megalakult Activisionhöz. Az Activision hivatalosan 1979. október 1-jén alakult meg, Jim Levy vezérigazgatói irányítása alatt. A vállalat kezdetben a „Computer Arts, Inc.” nevet viselte, amíg egy jobbat nem találtak. Az alapítók fontolgatták a „VSync, Inc.” nevet is, de attól tartottak, hogy a nagyközönség nem értené, vagy nem tudná helyesen kimondani. Végül Levy javasolta az „active” és a „television” szavak összevonását, így született meg az Activision név.

### Korai évek (1980–1982)
Az Activision 1979 második felében kezdte meg működését David Crane garázsában, ahol minden programozó saját játékán dolgozott, amelyeket 1980 közepére terveztek kiadni: Dragster, Fishing Derby, Checkers és Boxing. A fejlesztők alapos ismerete az Atari 2600 rendszeréről, valamint a konzol szoftveres trükkjei lehetővé tették számukra, hogy vizuálisan megkülönböztethető játékokat készítsenek az Atari saját fejlesztéseitől. Hogy még inkább kiemelkedjenek, az Activision játékkazettáinak dobozai élénk színeket kaptak, és a hátoldalukon egy játékon belüli képernyőfotó is helyet kapott. Az útmutatókban legalább egy oldal a fejlesztő nevének feltüntetésére szolgált. 1983-ig szinte minden Activision-játék kézikönyve tartalmazott egy lehetőséget, amelyben a játékosok elküldhették a vállalatnak fényképen a magas pontszámaikat, és ezért cserébe egy felvarrót kaptak jutalmul. Az első négy játék megjelenése előtt az Activision helyet bérelt az 1980-as évközi Consumer Electronics Show-n (CES), hogy bemutassa a címeit, és gyorsan kedvező sajtóvisszhangot kapott.  Az Activision iránti figyelem aggasztotta az Atarit, mivel a négy fejlesztő távozása már így is jelentős űrt hagyott maga után a vállalat fejlesztői csapatában. Az Atari kezdetben megpróbálta lejáratni az Activisiont, és a CES-en iparági sajtón keresztül azt állította, hogy azok, akik üzleti titkokat visznek el, „gonosz, szörnyű emberek”, legalábbis Crane szerint. Később az Atari azzal fenyegette a kiskereskedőket, hogy nem árusítja náluk saját játékait, ha az Activision címeit is forgalmazzák. 1980 végére az Atari hivatalos pert indított az Activision ellen, azzal vádolva a négy alapítót, hogy ellopták az üzleti titkokat és megsértették a titoktartási megállapodásokat. A per 1982-re peren kívüli egyezséggel zárult, amelyben az Activision beleegyezett, hogy jogdíjat fizet az Atarinak, de ezzel hivatalosan is elismertté vált a független fejlesztői modell, amely később az egész videojáték-iparra nagy hatással volt. Az első játékok megjelenése után az Activision alapítói évente egy-egy saját címet fejlesztettek a vállalat első néhány évében. Míg az 1980-as játékok mérsékelt sikert arattak, az első igazán sikeres cím az 1981-ben megjelent Kaboom! volt, amely az Activision első milliós példányszámban eladott játéka lett. A cég áttörő sikere azonban az 1982-ben megjelent Pitfall! volt, amelyet David Crane készített. A játékból több mint négy millió példányt adtak el, és ez lett az egyik legikonikusabb Atari 2600 játék. 1982 végén Larry Kaplan elhagyta az Activisiont, hogy részt vegyen az Amiga személyi számítógép fejlesztésében, mivel inkább a hardverfejlesztés iránt érdeklődött. Az Activision teljes eladásai az 1983. júniusi tőzsdei bevezetés előtt körülbelül 157 millió dollárra, míg bevételei 60 millió dollárra voltak becsülhetők. Ebben az időben a vállalat körülbelül 60 alkalmazottal rendelkezett.
|  | „Kétlem, hogy létezik olyan aktív Atari 2600 tulajdonos, akinek ne lenne legalább egy Activision kazetta a gyűjteményében” |
|  | – Danny Goodman |

Az Activision 1983 júniusában sikeresen tőzsdére lépett, és a NASDAQ-on AVSN részvénykóddal jegyezték be.

### A videojáték-piac összeomlása (1983–1988)
Az Activision sikere, valamint az Atari 2600 népszerűsége számos új, független fejlesztőt és más házi konzolt eredményezett. Az Activision több Atari-játékát is kiadta Intellivision és ColecoVision konzolokra, valamint más platformokra. Azonban több új független fejlesztő is megjelent, próbálva követni az Activision által alkalmazott megközelítést, de tapasztalat nélkül; Crane szerint ezek a cégek gyakran kockázati tőkével indultak, és olyan programozókat alkalmaztak, akiknek kevés tapasztalatuk volt a játékkészítésben, és bármit kiadtak, amit a fejlesztők készítettek. Ez hozzájárult az 1983-as videojáték-piac összeomlásához. Bár az Activision túlélte a videojáték-piac összeomlását, hatásait az elkövetkező években érezniük kellett. A harmadik fél fejlesztők megszűntek, és raktárakat töltöttek meg el nem adott játékokkal, amelyeket ügyes kiskereskedők olcsón vásároltak fel, és masszív kedvezménnyel árultak (5 dollárért az Activision által javasolt 40 dolláros ár helyett). Míg az Activision játékok iránti kereslet továbbra is megvolt, az ismeretlen fogyasztók inkább a nagyon leárazott címeket vásárolták, ami csökkentette az Activion bevételeit. A vállalat negyedéves bevételei az 1983 közepi 50 millió dollárról 1984 végére körülbelül 6–7 millió dollárra csökkentek, Levy szerint, és kénytelenek voltak elbocsátani alkalmazottakat. Az alkalmazotti létszámuk 400 főről 95 főre csökkent ebben az időszakban. Ezek után az Activision úgy döntött, hogy a játékait el kell kezdeniük a személyi számítógépek piacára is vinni, mint a Commodore 64, Apple és Atari 8-bites gépek, hogy elkerüljék a többi független fejlesztőhöz hasonló teljes csődöt. A tehetségek elvándorlása 1985-ig folytatódott a válság következményeként. Miller és Whitehead 1984-ben elhagyták az Activisiont a részvényeik nagy leértékelődése miatt, és megalapították az Accolade nevű céget. A videojáték-piac összeomlása miatt, ami a konzolos játékfejlesztést kockázatossá tette, az Activision a személyi számítógépekre való fejlesztésre koncentrált, és olyan játékokat készítettek, mint a Little Computer People és a Hacker, miközben Levy igyekezett kordában tartani a kiadásokat, hogy a cég talpra álljon. Az Activision további terjeszkedésre vágyott, és 1986 júniusában egy vállalati fúzióval megszerezte az Infocomot, a szöveges kalandjátékok úttörőjét, amely akkoriban nehéz helyzetben volt. A fúziót Levy vezette, mivel nagy rajongója volt az Infocom játékainak, és úgy érezte, hogy a cég hasonló helyzetben van, mint az Activision. Körülbelül hat hónappal az „Infocom házasság” után az Activision igazgatótanácsa úgy döntött, hogy Levy-t Bruce Davis váltja. Davis már kezdetben is ellenállt az Infocom megvásárlásának, és keménykezűen irányította annak működését. Még perrel is próbálkozott, hogy visszaszerezze a vásárlást az Infocom részvényeseitől. Crane is nehezen dolgozott együtt Davis-szel, és aggódott, hogyan kezelte Davis az Imagic bezárását, amely egy olyan független fejlesztői stúdió volt, amely az Activision sikerét követően alakult 1981-ben. Crane 1986-ban elhagyta az Activisiont, és segített Garry Kitchen-nek megalapítani az Absolute Entertainmentet. 1986 végén az Activision átvette az Electric Dreams márkát, amit jellemzően brit szoftverekhez használtak, hogy az angol nyelvű piacon kívüli címeket forgalmazza az amerikai piacon.

### Mediagenic (1988–1991)
1988-ban az Activision elkezdett részt venni a videojátékokon kívüli szoftverek fejlesztésében, például üzleti alkalmazások készítésében. Ennek következményeként az Activision vállalati nevét Mediagenic-re változtatták, hogy jobban tükrözze a vállalat összes tevékenységét.
A Mediagenic négy fő csoportból állt:
- Az Activision videojáték-kiadóként számos platformra készített játékokat, köztük a következőkre: Nintendo Entertainment System, Master System, Atari 7800, Atari ST, Commodore 64, és Amiga.
- Infocom egy olyan fejlesztő volt, amely interaktív fikciós játékokat készített, más néven szöveges kalandjátékokat.
- Gamestar egy olyan cég volt, amely kezdetben függetlenül működött, de 1986-ban az Activision megvásárolta. A cég főként sportos videójátékok fejlesztésére specializálódott.
- Ten Point O egy üzleti alkalmazás szoftver volt.

1989-ben, többéves veszteségek után, az Activision bezárta az Infocom stúdióit, és csak 11 dolgozónak tett ajánlatot, hogy áthelyezkedjenek az Activision szilícium-völgyi központjába. Ketten elfogadták az ajánlatot. Ebben az időszakban a Mediagenic arról is ismert volt, hogy dolgozott egy korai változatú focis játékon, amely később a Joe Montana Football alapját képezte. A Sega of America munkatársa, Michael Katz 1990 elején sikeresen meggyőzte a Segát, hogy fizessen a Mediagenicnek a játék fejlesztéséért, miután megszerezte Joe Montana nevének jogait. Azonban Katz nem volt tisztában a Mediagenicen belüli belső problémákkal, amelyek miatt a játék állapota nagyrészt befejezetlen maradt. Ezért Katz és a Sega kénytelenek voltak az Electronic Arts-hoz fordulni, amely saját John Madden Football sorozatát fejlesztette személyi számítógépekre, hogy befejezzék a játékot. Ebben az időszakban a Mediagenic, az Activision-on keresztül, megszerezte a jogokat, hogy Cyan Worlds játékait forgalmazza. Az első játék, amelyet az Activision kiadott a Cyan-tól, a The Manhole volt, amely CD-ROM formátumban jelent meg személyi számítógépekre. Ez volt az első jelentős játék, amely ebben a formátumban jelent meg.

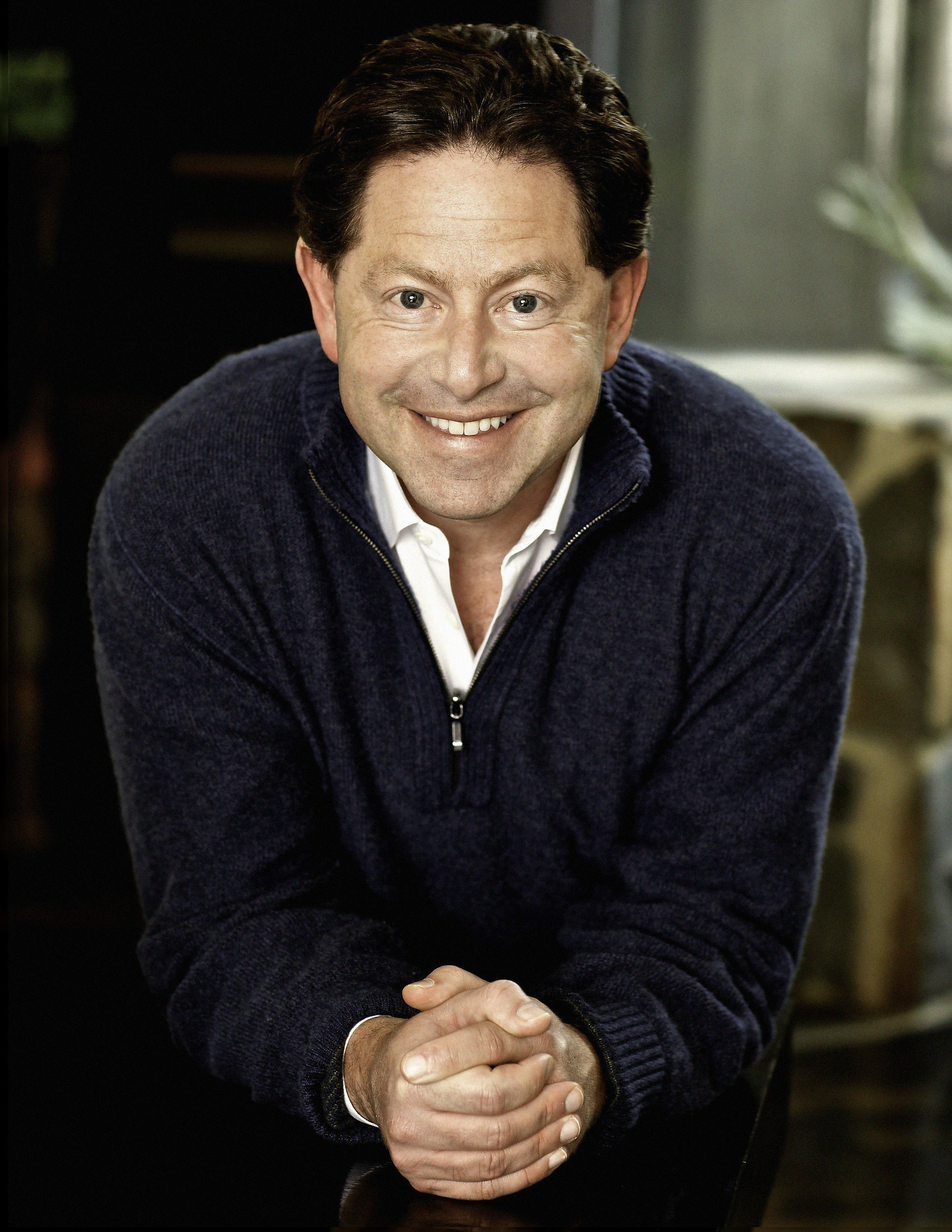
Bobby Kotick

### Bobby Kotick bevásárlása (1991–1997)
Davis Mediagenic-kel való irányítása nem tudott profitábilis céget eredményezni; 1991-ben a Mediagenic 26,8 millió dolláros veszteséget könyvelt el mindössze 28,8 millió dollár bevétellel, miközben több mint 60 millió dollár adóssága volt. Ez az adósság tartalmazott egy 6 millió dolláros büntetést is, amit a Mediagenic kapott 1990 májusában, miután elveszítette a Magnavox által indított szabadalomsértési pereket, amelyek szerint az Activision játékaik hasonlítottak a Magnavox szabadalmaihoz. Emellett a Cyan megszüntette szerződését az Activisionnal, és a Broderbund kiadójához fordult, amely végül az egyik legfontosabb számítógépes játékot adta ki az 1990-es években, a Myst-et. Bobby Kotick a videojáték-ipar értéke iránt érdeklődött a piac összeomlása után, és három másik befektetővel együtt megpróbálta megvásárolni a Commodore International-t, hogy hozzáférjenek az Amiga személyi számítógépekhez. Miután nem sikerült a vásárlás, a csoport egy olyan céget szerzett meg, amely Nintendo karakterek licencét birtokolta, és ezen keresztül a Nintendo irányította őket a csőd szélén álló Mediagenic-hez. Kotick nem a Mediagenic jelenlegi ajánlatai miatt akarta megvenni a céget, hanem az Activision név miatt, figyelembe véve a cég korábbi sikereit, mint a Pitfall!, és remélve, hogy vissza tudja hozni az Activision hírnevét. Miután nem sikerült megállapodnia Davis-szel, Kotick és a befektetői csoport 1991-ben egy ellenséges felvásárlás keretében körülbelül 500 000 dollárért megvásárolták a Mediagenic-et. A befektetői csoport tagjai közé tartozott Steve Wynn, ingatlanvállalkozó, valamint a Philips Electronics. Kotick a Mediagenic vásárlásával vezérigazgató lett, és azonnali változtatásokat hajtott végre: elbocsátotta a vállalat 150 alkalmazottjának többségét, mindössze 8 főt tartott meg, teljes átszervezést végzett, kidolgozott egy csődeljárási átszervezési tervet, és újra bejegyezte a céget Los Angelesben, Kaliforniában. A csődeljárási tervben Kotick felismerte, hogy a Mediagenic még mindig rendelkezik értékes eszközökkel, mint például az Infocom könyvtára és a játékkészítő eszközei, az Activision disztribúciós hálózata, valamint a Nintendo és Sega konzolokra való fejlesztési engedélyek. Kotick egyes adósságokat részvényekkel kompenzált, amelyeket a disztribútorok kaptak, így biztosítva, hogy azok is érdekeltek legyenek a vállalat sikerében; ez magában foglalta a Philips Electronics-ot, a Magnavox anyavállalatát is, akik a jogi adósságukat részvényekre váltották az Activisionben. Kotick azt is felismerte, hogy az Infocom Zork tulajdona értékes, és a céget egy folytatás, Return to Zork fejlesztésére utasította. Ezek a lépések lehetővé tették Mediagenic számára, hogy teljesítse a csődeljárási tervet, és 1992 végére Kotick visszaváltoztatta a cég nevét az eredeti Activision névre. Az új Activision 1993 októberében tette közzé részvényeit, körülbelül 40 millió dollárt gyűjtve, és a NASDAQ-on kezdett el szerepelni az új ATVI ticker szimbólummal. 1995-re Kotick megvalósította egyik ígéretét a befektetőknek: azt, hogy négy év alatt 50%-os bevételnövekedést ér el, miközben a cég nullszaldós marad. Miután ezt a célt elérte, Kotick a második ígéretének tett eleget: elindította az Activision-t azon az úton, hogy nagy keresletű játékokat fejlesszen, és a céget 1997-re nyereségessé tegye. Az Activision 1989-ben kiadta az első személyes nézetű MechWarrior játékot, amely a FASA papíralapú BattleTech játékán alapult. A folytatás, a MechWarrior 2, 1995-ben jelent meg, miután két évnyi késlekedés és belső problémák jellemezték a fejlesztést, ami arra késztette a FASA-t, hogy ne hosszabbítsák meg licencszerződésüket az Activisionnel. Ennek ellensúlyozására az Activision több olyan játékot adott ki, amelyek MechWarrior 2 nevet viseltek, és nem sértették a licencszerződést. Ezek között volt a NetMech, a MechWarrior 2: Ghost Bear's Legacy, és a MechWarrior 2: Mercenaries. Az egész MechWarrior 2 játéksorozat több mint 70 millió dollár értékben hozott eladásokat. Az Activision 1997-ben megszerezte a licencet egy másik papíralapú háborús játékra, a Heavy Gear-re. A videojáték változata jól fogadott volt a kritikusok körében, 81,46%-os átlagos értékeléssel a GameRankings-en, és a GameSpot szerint akkoriban az egyik legjobb játék volt a műfajában. A Mechwarrior 2 motorját más Activision játékokban is felhasználták, például az 1997-es Interstate '76-ban és az 1998-as Battlezone-ban.

### Növekedés és felvásárlások (1997–2008)
Saját sikeresen kifejlesztett játékaival, amelyek segítettek a profit elérésében, Kotick vezetésével az Activision elkezdett videojáték-fejlesztő stúdiók felvásárlására törekedni, a piaci felmérések alapján, hogy meghatározzák, mely területekre összpontosítsanak. Becslések szerint 1997 és 2008 között az Activision 25 felvásárlást hajtott végre, több esetben titkosított összegekkel. Ezen felvásárlások közül több még 2001 előtt történt, a dotkomlufi idején, ami lehetővé tette a cég számára, hogy alacsonyabb értékeléssel szerezzen be stúdiókat. 2000. június 16-án az Activision átszervezte magát egy holding céggé, Activision Holdings néven, hogy hatékonyabban kezelje az Activision-t és leányvállalatait. Az Activision vállalati neve "Activision, Inc."-ről "Activision Publishing, Inc."-re változott, míg az Activision Holdings átvette az Activision, Inc. korábbi nevét. Az Activision Publishing az Activision teljes mértékben birtokolt leányvállalata lett, míg az Activision nyilvánosan kereskedett társasággá vált, és minden kintlévő részvényét átváltották.
Néhány fontosabb felvásárlás és befektetés, amelyeket az Activision ebben az időszakban végrehajtott:
- Raven Software (Heretic, Soldier of Fortune, Star Wars Jedi Knight: Jedi Academy)[18]
- Neversoft (Tony Hawk's)
- Infinity Ward (Call of Duty)[19]
- Treyarch (Spider-Man)
- Gray Matter Studios (Return to Castle Wolfenstein)[20]
- RedOctane (Guitar Hero)
- Toys for Bob (Crash Bandicoot)[21]

### Egyesülés a Vivendi Games-szel (2008)
Bár az Activision rendkívül sikeres volt fejlesztői és sikeres sorozatai révén, Kotick aggódott amiatt, hogy nem rendelkeznek olyan játékkal, amely a növekvő masszívan többjátékos online piacot célozza meg, amely folyamatos bevételeket biztosíthatott előfizetési modellekkel és mikrotranzakciókkal, szemben az egyszeri eladásból származó bevételekkel. 2006 körül Kotick felkereste Jean-Bernard Lévy-t, a Vivendi frissen kinevezett vezérigazgatóját. A Vivendi egy francia médiacég, amelynek videojáték-ágazata, a Vivendi Games, akkoriban nem volt jövedelmező, de a cég legnagyobb vonzereje az volt, hogy birtokolta a Blizzard Entertainmentet, és annak rendkívül sikeres World of Warcraft játékát, amely évente 1,1 milliárd dollárt keresett előfizetési díjakból. A Vivendi Games emellett birtokolta a Sierra Entertainment-et is. Lévy felismerte, hogy Kotick a World of Warcraft irányítását szeretné megszerezni, és felajánlotta, hogy lehetőséget ad a két cég összeolvadására, de csak akkor, ha Lévy tartja meg az irányítást az egyesült cégben, ezzel arra kényszerítve Koticket, hogy lemondjon a kontrollról. Kotick hosszú ideig fontolgatta ezt a döntést, barátok és befektetők szerint. 2006–2007 során, ebben az időszakban, néhány korábbi sikeres Activision-sorozat, mint például a Tony Hawk's, kezdett hanyatlani, ezért az Activision megvásárolta a Guitar Hero franchise kiadóját, a RedOctane-t. Kotick találkozott a Blizzard elnökével, Mike Morhaime-mal, és megtudta, hogy a Blizzard sikeresen bejutott a kínai piacra, ami egy potenciálisan jövedelmező lehetőség volt. Ezen lehetőség fényében Kotick beleegyezett az összeolvadásba. Az Activision igazgatósága 2007 decemberében beleegyezett az összeolvadásba.  Az összeolvadás 2008 júliusában valósult meg. Az új cég neve Activision Blizzard lett, és Kotick irányította, míg Vivendi 52%-os részesedéssel rendelkezett a cégben.  Az új cég értéke 18,9 milliárd dollárra volt becsülve, ezzel megelőzve az Electronic Arts-t, amelynek értéke 14,1 milliárd dollár volt.

### Az összeolvadás után (2009–2022)
Az Activision Publishing az összeolvadás után is az Activision Blizzard leányvállalata maradt, és felelős a saját és leányvállalatai stúdióiból származó játékok fejlesztéséért, gyártásáért és forgalmazásáért. Eric Hirshberget 2010-ben jelentették be az Activision Publishing vezérigazgatójaként. Az Activision Publishing 2009 novemberében megalapította a Sledgehammer Games-t. A stúdiót korábban 2009-ben alapította Glen Schofield és Michael Condrey, a Visceral Games volt vezetői, akik a Dead Space-en dolgoztak. A Sledgehammer eredetileg egy Call of Duty spin-off játék fejlesztésére készült, amely a Dead Space játékmenetét követi. Azonban 2010 elején az Infinity Ward és az Activision Blizzard közötti jogi problémák következtében az Infinity Ward több tagja elhagyta a céget, és az Activision a Sledgehammer-t kérte fel, hogy segítsen az Infinity Ward-nak a következő nagy Call of Duty cím, a Modern Warfare 3 fejlesztésében. Azóta a Sledgehammer, az Infinity Ward és a Treyarch megosztja a fejlesztési feladatokat a zászlóshajó sorozathoz, szükség szerint a Raven és más stúdiók támogatásával. 2010 februárjában az Activision Blizzard jelentős bevételi veszteségeket jelentett, amelyeket a Guitar Hero eladások lelassulása és a cég inkább casual játékainak visszaesése okozott. Ezt követően az Activision Publishing bezárta a RedOctane, Luxoflux és Underground Development stúdiókat, valamint körülbelül 25%-os leépítést hajtott végre a Neversoftnál. Ugyanebben az évben, 2010 novemberében az Activision bezárta a Budcat Creations-t, majd 2011 februárjában a Bizarre Creations-t is. Hirshberg 2018 márciusában távozott a vezérigazgatói posztról. A 2020-as évek elejére az Activision még inkább a Call of Duty franchise-ra összpontosított, beleértve a 2020-ban megjelent ingyenes Call of Duty: Warzone-t is. 2021 áprilisára a vállalat az összes belső stúdióját arra irányította, hogy a Call of Duty franchise valamelyik részén dolgozzon. Ez magában foglalta az új stúdiót, az Activision Mobile-t, amelyet a Call of Duty Mobile címre szántak, ahogy arról 2021 augusztusában számoltak be.

### Microsoft bevásárlása (2023–napjainkig)
2023 októberében, amikor a Microsoft felvásárolta az Activision Blizzardot, az Activision Blizzard egészét, beleértve az Activision Publishing leányvállalatot is, külön divízióvá alakították a Microsoft Gaming ágán belül.

## Fordítás
Ez a szócikk részben vagy egészben  az   Activision című angol Wikipédia-szócikk ezen változatának fordításán alapul.  Az eredeti cikk szerkesztőit annak laptörténete sorolja fel. Ez a jelzés csupán a megfogalmazás eredetét és a szerzői jogokat jelzi, nem szolgál a cikkben szereplő információk forrásmegjelöléseként.